# Rusa unicolor

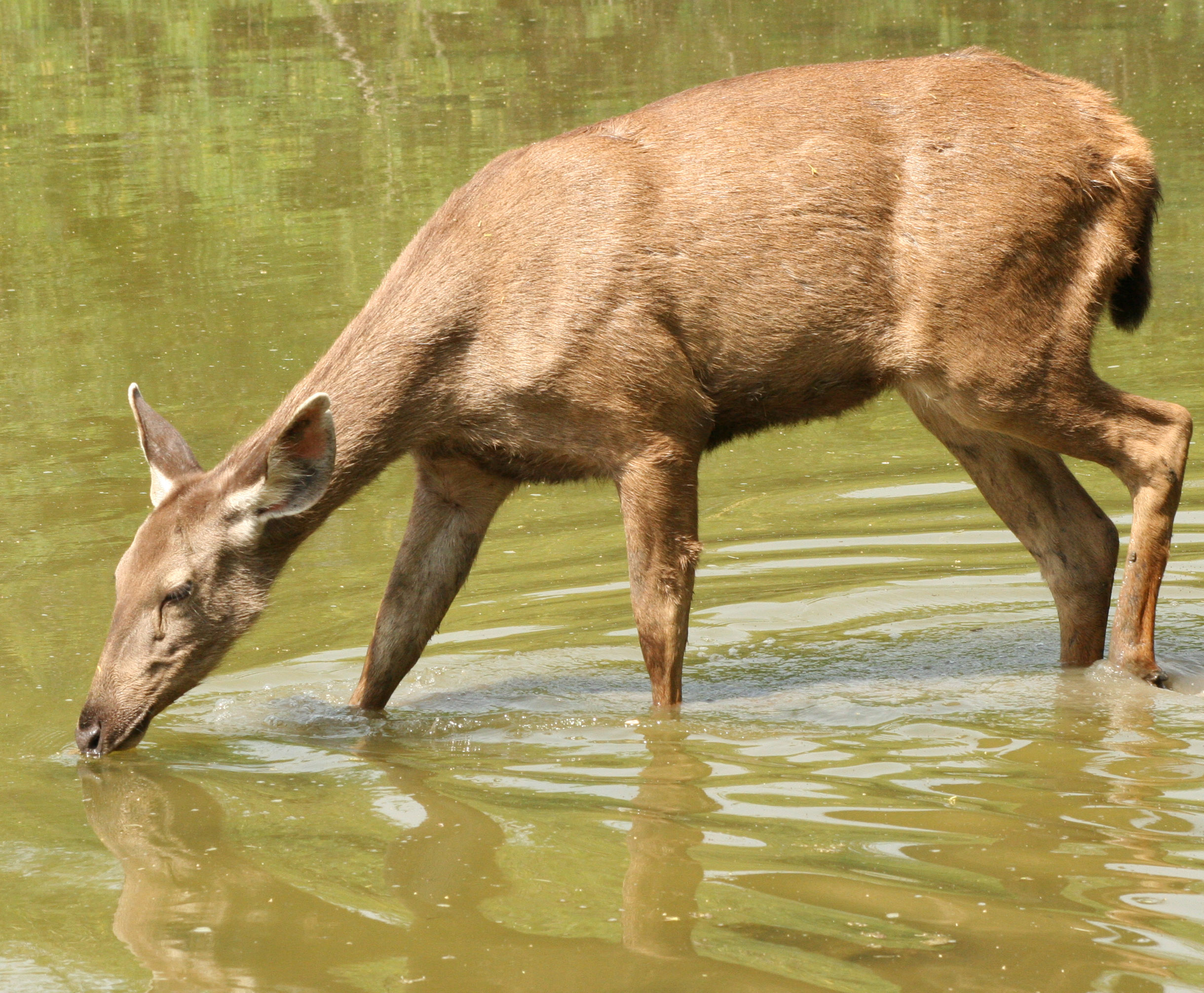
Femmina di cervo sambar nel parco nazionale di Keoladeo, Rajasthan, India

Il sambar indiano (Rusa unicolor Kerr, 1792) detto anche sambur o sambhur (in tamil: Kadaththi man) è un mammifero artiodattilo della famiglia Cervidae.

## Descrizione
Raggiunge un'altezza dai 102 ai 160 cm al garrese e può pesare fino a 546 kg. Il manto è bruno scuro con segni castani sulla groppa e sulle regioni inferiori. I grandi palchi robusti, generalmente rugosi, hanno una struttura semplice ed i rami principali si biforcano alle estremità. In alcune sottospecie i palchi misurano 101 cm.

## Biologia
I sambar sono animali prevalentemente brucatori che vivono nelle aree boscose e si nutrono soprattutto di vegetazione coriacea, di erba e di altri vegetali. Sono animali diurni che vivono in branchi di 5-6 membri, nutrendosi di erba, ramoscelli, frutta e germogli di bambù. Questi cervi si avvicinano all'acqua piuttosto raramente e, sebbene vivano soprattutto ai tropici, sono animali resistenti e si incontrano dal livello del mare fino ad altitudini elevate, come nelle foreste decidue miste dei monti himalayani, dove condividono l'areale con il cervo muschiato himalayano.
 I sambar sono alcune delle prede preferite di tigri del bengala e di leoni asiatici. Altri predatori dei sambar sono i coccodrilli, come il coccodrillo palustre e il coccodrillo marino, ma anche leopardi e dhole costituiscono una minaccia, soprattutto per i sambar giovani o malati; tuttavia, essi sono in grado di cacciare anche adulti in buona salute.

### Riproduzione
Nonostante non abbiano una specifica stagione degli amori, i sambar si accoppiano normalmente da settembre a gennaio. I maschi in calore difendono i loro territori e tentano di attrarre le femmine con manifestazioni vocali e olfattive. Durante questo periodo gli esemplari maschi sono solitari e molto aggressivi nei confronti degli altri maschi. Le femmine possono vivere in gruppi di otto individui. Nel suo territorio un maschio può avere sotto il suo controllo un intero gruppo di femmine.
Il periodo di gestazione per le femmine è intorno ai 9 mesi, dopo i quali viene partorito un solo cerbiatto. I cerbiatti di sambar hanno il manto bruno con macchie chiare che spariscono poco dopo. I cerbiatti rimangono con le loro madri fino ai due anni.

## Distribuzione e habitat
Il sambar indiano vive in gran parte dell'Asia meridionale (spingendosi a nord fino alle pendici meridionali dei monti himalayani), nell'Asia sudorientale continentale (Birmania, Thailandia, Indocina, penisola malese), in Cina meridionale (compresa l'isola di Hainan), a Taiwan e sulle isole di Sumatra e del Borneo, in Indonesia. In aree protette, come i parchi nazionali e le riserve di India, Sri Lanka e Thailandia, questo cervo è stato visto riunito in grandi mandrie. La sottospecie di sambar indiano dell'India e dello Sri Lanka è la più grande del genere ed ha anche i palchi più grossi, sia nelle dimensioni che in proporzione al corpo. Il sambar della Cina meridionale e dell'Asia sudorientale continentale è, probabilmente, il secondo in termini di dimensioni, con i palchi leggermente più piccoli di quelli del sambar indiano. Il sambar di Sumatra, che vive nella penisola malese e a Sumatra, e il sambar del Borneo sembrano avere i palchi più piccoli in proporzione alle loro dimensioni corporee. Il sambar di Formosa è il più piccolo e presenta delle proporzioni palchi-corpo più simili a quelle del sambar della Cina meridionale.
Questi cervi vivono in habitat che spaziano dalle foreste stagionali tropicali (foreste secche tropicali e foreste sempreverdi umide stagionali) alle foreste miste subtropicali (conifere, latifoglie decidue e sempreverdi) e alle foreste pluviali tropicali. Il loro areale ricopre una vasta estensione classificata come foresta pluviale tropicale, ma in quei luoghi la loro densità è probabilmente molto bassa. In queste aree, i cervi preferiscono probabilmente le radure e le aree vicine all'acqua. Verso nord si spingono, secondo Wild China, fino alle pendici meridionali dei monti Qinling, in Cina centrale. A Taiwan, i sambar, insieme ai cervi sika, vengono allevati dai contadini per i loro palchi, che cadono annualmente in aprile e maggio.

### Le specie in Australia e Nuova Zelanda
I cervi sambar sono stati introdotti sia in Australia che in Nuova Zelanda. In Australia, la caccia a questi animali è un'attività popolare. I grandi trofei di sambar raggiungono prezzi elevati e catturare un cervo sambar sugli altopiani del Victoria e del Nuovo Galles del Sud (dove sono più diffusi) viene considerato un atto ammirevole tra le confraternite di cacciatori australiani.
Nel Victoria i sambar furono originariamente introdotti sul monte Sugarloaf negli anni sessanta del XIX secolo, nei pressi dell'attuale parco nazionale di Kinglake, e nella tenuta di Harewood, nei pressi di Tooradin, dove si sono abbastanza adattati alle paludi costiere di Mirtacee di Koo Ree Wup, ma in seguito si sono diffusi sulle regioni più elevate del Paese, dove vivono oggi fino a 100.000 animali. Gli ultimi rilasci avvennero nella tenuta di Ercildoune, nei pressi di Ballarat, sul promontorio di Wilsons e sull'Isola di French, a Western Port. Altri rilasci vennero effettuati nella penisola di Cobourg, nel Territorio del Nord.
Nel 2006-07, un tremendo incendio doloso ha incenerito oltre 13.000 km² del parco nazionale e della foresta statale di Victoria's Alpine, e si sostiene che esso abbia ucciso un qualcosa come 20.000 sambar, insieme a milioni di altri uccelli endemici ed altre creature viventi.
In Nuova Zelanda, i cervi sambar vagano sulle coste e nelle gole dell'Horowhenua, del Manawatu, del Rangitikei e del Whanganui. Fino ad anni recenti erano protetti, ma il Dipartimento della Conservazione della Nuova Zelanda ha attualmente rimosso le regolamentazioni sulla loro caccia, così che ora possono essere cacciati durante tutto l'anno.
I sambar sono in grado di riprendersi dalle avversità - quando una femmina perde un cerbiatto a causa di un predatore, entra immediatamente in estro e dà alla luce un altro piccolo nel giro di 8 mesi. Mentre in India questi animali vengono predati soprattutto dalle tigri delle paludi, in Australia i loro predatori sono soprattutto i cacciatori amatoriali, che catturano i sambar per la carne e per il valore dei trofei. In Australia questi cervi hanno raggiunto un peso corporeo di 360 kg, tanto è loro favorevole l'habitat riscontrato sulle alte terre del Victoria.
La diffusione dei sambar nel Nuovo Galles del Sud e nel Victoria è stata costante, tanto che questi animali sono stati avvistati sulle spiagge del Victoria meridionale a partire dal 1980, così come in alcune zone più ad est, come Western Port, e nelle periferie più esterne di Melbourne. È in corso un notevole dibattito su come debbano essere gestiti; in particolare, i gruppi conservazionisti sostengono che il loro impatto ambientale oltrepassi il loro valore sociale, sebbene questa opinione venga duramente contestata dalle organizzazioni dei cacciatori, che sono i maggiori responsabili della loro gestione, insieme ai direttori delle foreste statali. Attualmente sono considerati una preda agognata, e per cacciarli bisogna ottenere una licenza di caccia, sebbene alcuni gruppi conservazionisti vogliano dichiararli una specie inselvatichita, sebbene sia noto che queste voci non sono basate su dati scientifici.

## Specie simili

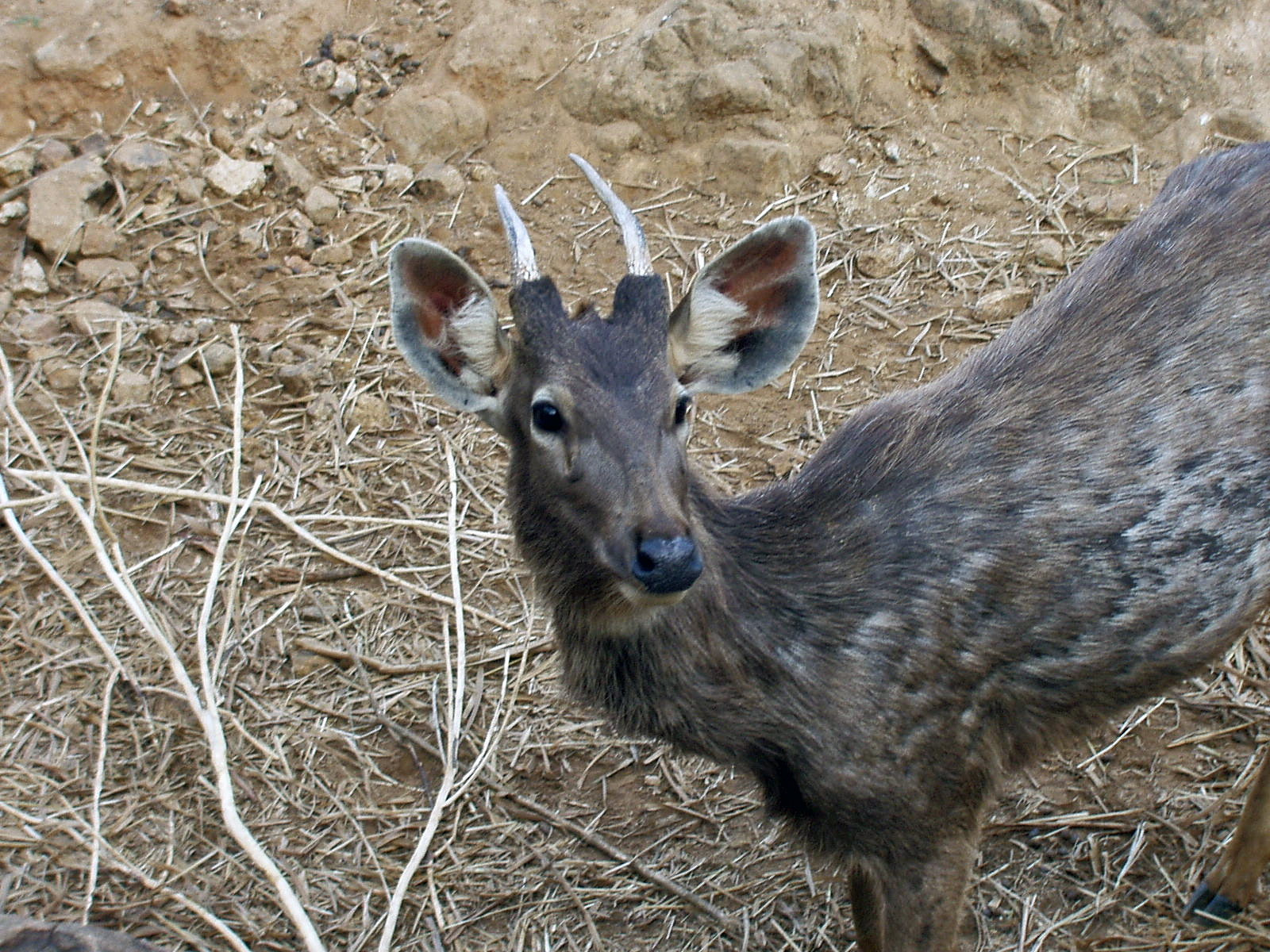
Sambar

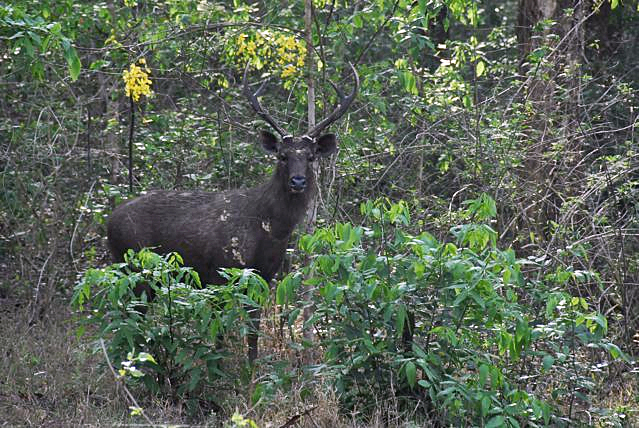
Sambar nella foresta

Esistono due specie simili che vivono nelle Filippine: il sambar delle Filippine (Rusa marianna) e il cervo pomellato delle Filippine (noto anche come cervo pomellato delle Visayas o sambar di Alfred; Rusa alfredi). Entrambi questi cervi sono più piccoli del sambar di Formosa.
Il cervo rusa, o sambar della Sonda (Rusa timorensis), è leggermente più piccolo del sambar indiano e vive sulle isole di Giava e Bali, in Indonesia, e, diversamente dalle altre tre specie, è prevalentemente un pascolatore e forma le mandrie più numerose. Questo cervo si evolse probabilmente a Giava, ma fu poi largamente introdotto su alcune isole adiacenti, come le Molucche e le Piccole Isole della Sonda. Le mandrie si radunano nelle savane aperte, ma per rifugiarsi possono anche ritirarsi nelle aree boschive asciutte adiacenti o nelle foreste monsoniche decidue miste stagionali. Questo cervo è la preda preferita del drago di Komodo.
Esiste anche una piccola mandria di sambar situata sull'Isola di Saint Vincent, in Florida. Questi cervi furono portati là dai vecchi proprietari dell'isola, prima che fosse venduta alla Nature Conservancy.